# Simeon Bavier

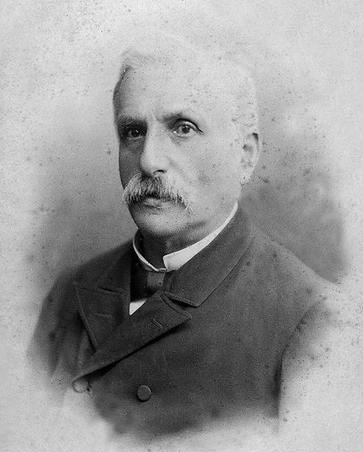
Bavier in 1890

Simeon Bavier (Chur, 16 september 1825 - Bazel, 27 januari 1896), was een Zwitsers politicus.
Simeon Bavier studeerde voor civiel-ingenieur aan de Polytechnische hogescholen van Karlsruhe en Stuttgart (1841-1844). Hij was daarna betrokken bij de aanleg van wegen door de Alpen van het kanton Graubünden. Vanaf 1853 hield hij zich bezig met de aanleg van spoorwegen in binnen- en buitenland. 
Simeon Bavier trad toe tot de Grote Raad van het kanton Graubünden en was van 1853 tot 1854 Landammann van de Kreis Jenaz. Van 1863 tot 1878 was hij voor de Liberale Partij (voorloper van de huidige Vrijzinnige-Democratische Partij) lid van de Nationale Raad (tweede kamer van het federaal parlement). Van 1876 tot 1878 bemiddelde hij als bondscommissaris in het conflict in het kanton Ticino. Als gematigd liberaal stond hij sceptisch tegenover de revisie van de grondwet (1872-1874).
Simeon Bavier werd op 10 december 1878 in de Bondsraad gekozen. Hij bleef in de Bondsraad tot 5 januari 1883. Hij beheerde de volgende departementen:
- Departement van Financiën en Douane (1879)
- Departement van Posterijen en Spoorwegen (1880-1881)
- Departement van Politieke Zaken (1882)

Simeon Bavier werd in 1881 vicepresident en in 1882 bondspresident van Zwitserland.
Na zijn aftreden was Simeon Bavier van 1883 tot 1895 Zwitsers gezant te Rome.